# Aeroportul Municipal Le Mars
Aeroportul Municipal Le Mars (IATA: LRJ, ICAO: KLRJ, FAA LID: LRJ) este un aeroport din Iowa, Statele Unite ale Americii ce deservește zona Le Mars⁠(d). A fost numit după zona deservită.
Situat la o altitudine de 365 m, aeroportul dispune de 1 pistă.

## Infrastructură

### Piste
Aeroportul dispune de o singură pistă. Pista 18/36 are suprafața de beton și dimensiunile 4.605 picioare × 75 picioare. 